# Fotbollsgalan 2015
Fotbollsgalan 2015 arrangerades i Globen i Stockholm måndagen den 9 november 2015 och var den 21:a fotbollsgalan sedan premiäråret 1995. Galan direktsändes i TV4 medan Sveriges Radio P4 stod för radiosändningarna.
Programledare var Anna Brolin.

## Priser
Följande priser delades ut.
| Pris                                         | Vinnare                                                                               |
| -------------------------------------------- | ------------------------------------------------------------------------------------- |
| Årets tränare, herrar                        | Janne Andersson, IFK Norrköping                                                       |
| Årets tränare, dam                           | Viktor Eriksson, Eskilstuna United                                                    |
| Årets nykomling (herr)                       | Kerim Mrabti, Djurgårdens IF                                                          |
| Årets genombrott (dam)                       | Stina Blackstenius, Linköpings FC                                                     |
| Årets anfallare, herr                        | Zlatan Ibrahimović, Paris Saint-Germain FC                                            |
| Årets anfallare, dam                         | Pernille Harder, Linköpings FC                                                        |
| Årets mittfältare, herr                      | Albin Ekdal, Cagliari/Hamburg                                                         |
| Årets mittfältare, dam                       | Caroline Seger, Paris Saint-Germain FC                                                |
| Årets back, herr                             | Andreas Granqvist, Krasnodar                                                          |
| Årets back, dam                              | Faith Ikidi, Piteå                                                                    |
| Årets målvakt, herr                          | Andreas Isaksson, Kasımpaşa                                                           |
| Årets målvakt, dam                           | Hedvig Lindahl, Chelsea Ladies                                                        |
| Fotbollsallsvenskans mest värdefulla spelare | Henok Goitom, AIK                                                                     |
| Damallsvenskans mest värdefulla spelare      | Pernille Harder, Linköpings FC                                                        |
| Fotbollskanalens hederspris                  | Therese Sjögran, FC Rosengård                                                         |
| Årets domare                                 | Tess Petersson Mohammed Al-Hakim                                                      |
| Årets skyttekung                             | Emir Kujović, IFK Norrköping (21 mål)                                                 |
| Årets skyttedrottning                        | Gaëlle Enganamouit , Eskilstuna United (18 mål)                                       |
| Fair Play-priset                             | IFK Norrköping (Allsvenskan) FC Rosengård (Damallsvenskan) Östersunds FK (Superettan) |
| Årets mål                                    | Simon Skrabb, Åtvidabergs FF                                                          |
| Energipriset                                 | Smålandsstenars GoIF                                                                  |
| Årets förening                               | Vimmerby IF                                                                           |
| Gunnar Nordahl-stipendiet                    | Romfartuna GIF United                                                                 |
| Diamantbollen                                | Hedvig Lindahl, Chelsea Ladies                                                        |
| Guldbollen                                   | Zlatan Ibrahimović, Paris Saint-Germain FC                                            |

## Artister
- Darin
- Icona Pop
- The Fooo Conspiracy